# هنري لاوس
هنري لاوس (بالإنجليزية: Henry Lawes)‏ (5 ديسمبر – 21 أكتوبر 1662) كان موسيقي إنجليزي وملحن.

## حياته
لد في دينتون، ويلتشير، وتلقى تعليمه الموسيقي من جون كوبر، المعروف بجيوفاني كوبراريو. في 1626، استقبل كأحد السادة من الكنيسة الملكية وبقي في المنصب حتى أوقف الكومنويلث موسيقى الكنيسة. وفي الاستعادة عام 1660، عاد إلى الكنيسة الملكية وألف نشيدًا لتتويج الملك تشارلز الثاني وعند وفاته، تم دفنه في ويستمينستر آبي. ويُعرَف أنه أخ ويليام لاوس، الذي كان ملحنًا أيضًا.

## عمله
نشر لاوس مجموعة من مقطوعاته الصوتية، آيرس وديالقوس للفردية، الثنائية وثلاثية ڤويسيز، في عام 1653. وألحقها بكتابين آخرين تحت نفس المسمى، عام 1655 و1658.
أصبح اسم لاوس معروفًا خارج الدوائر الموسيقية بسبب صداقته مع جون ميلتون، الذي قام بتزويد الموسيقى الاستعراضية في عرضها الأول في 1634 ومن ثم قام الشاعر بكتابة سونتانية يصف فيها ميلتون جدارة لاوس العظيمة.
كوّن لاوس الموسيقى (اللحن والباس) إلى قصيدة إدموند والر "Go Lovely Rose". هذه هي الأغنية والتي ذكر فيها في السطر التالي من قصيدة إزرا باوند "Envoi" والتي تنتهي ببداية جزء باوند الأول Hugh Selwyn Mauberley:
«يا كتابًا لا يسمع ولا ينطق، أذهب مخبرًا إياها أنك لي مرةً غنيت»
ومن كلمات الأغنية':
"بقدر ما عرفت مني، وغنيت، قد وجدت سببًا حتى عن ذنوبي تغاضيت
ذنوب ثقيلة وكاذبة، وبَنت لها مجدًا وطول بقاءٍ، فما عن الحياة انتهيت".
أدب انجليزي
شعر
موسيقى
مؤلف

## وصلات خارجية
- هنري لاوس على موقع الموسوعة البريطانية (الإنجليزية)
- هنري لاوس على موقع ميوزك برينز (الإنجليزية)
- هنري لاوس على موقع ديسكوغز (الإنجليزية)